# جوني برايس
جوني برايس (بالإنجليزية: Johnny Price)‏ (25 أكتوبر 1943 في المملكة المتحدة - 1 يناير 1995) هو لاعب كرة قدم بريطاني في مركز الوسط. لعب مع بلاكبيرن روفرز وستوكبورت كونتي ونادي بيرنلي.

## وصلات خارجية
- جوني برايس على موقع قاعدة بيانات كرة القدم.إي يو (الإنجليزية)